# Klaudia Czarnodolska
Klaudia Czarnodolska (ur. 10 stycznia 1993 w Pyrzycach) – polska koszykarka grająca na pozycji niskiej skrzydłowej. 
Od sezonu 2009 zawodniczka polskiego klubu Tauron Basket Ligi Kobiet – KSSSE AZS PWSZ Gorzów Wielkopolski.